# Alessandro Cambalhota
Alessandro Oliveira, właśc. Alessandro Andrade de Oliveira lub Alessandro Cambalhota (ur. 27 maja 1973 w Teixeira de Freitas) – piłkarz brazylijski, występujący na pozycji napastnika.

## Kariera klubowa
Alessandro Cambalhota karierę piłkarską rozpoczął w trzecioligowym klubie Novorizontino Novo Horizonte w 1993. W 1995 został zawodnikiem CR Vasco da Gama. W Vasco 30 listopada 1995 w przegranym 1-2 meczu z EC Juventude Alessandro zadebiutował w lidze brazylijskiej. W latach 1996–1997 i 1998–1999 był zawodnikiem Santosu FC. Z Santosem zdobył Copa CONMEBOL 1998. Pomiędzy występami w Santosie Alessandro występował w japońskim Júbilo Iwata.
W sezonie 1999–2000 Alessandro był zawodnikiem FC Porto. Z Porto zdobył Puchar Portugalii w 2000. Po powrocie do Brazylii Alessandro występował kolejno we Fluminense FC, Cruzeiro EC, Clube Atlético Mineiro i Corinthians Paulista. Z Cruzeiro zdobył mistrzostwo stanu Minas Gerais – Campeonato Mineiro w 2002. W 2005 występował w saudyjskim Al-Ahli Dżudda i Figueirense FC. W Figueirense 27 listopada 2005 w wygranym 2-0 meczu z Brasiliense Brasília Alecssandro po raz ostatni wystąpił w lidze brazylijskiej.
Ogółem w latach 1995–2005 w lidze brazylijskiej wystąpił w 114 meczach, w których strzelił 22 bramki. Potem występował przez kilkanaście miesięcy występował w Turcji w Denizlisporze i Kayseri Erciyessporze. Z Kayseri Erciyesspor dotarł do finału Pucharu Turcji 2007. Obecnie Alecssandro jest zawodnikiem występującego w pierwszej lidze stanu São Paulo – Linense Lins.

## Kariera reprezentacyjna
Jedyny raz w reprezentacji Brazylii Alessandro wystąpił 28 marca 1999 w zremisowanym 0-0 towarzyskim meczu z reprezentacją Korei Południowej.